# Џерзи Сити
Џерзи Сити (енгл. Jersey City) други је по величини град америчке савезне државе Њу Џерзи. По попису становништва из 2010. у њему је живело 247.597 становника.

## Демографија
Према попису становништва из 2010. у граду је живело 247.597 становника, што је 7.542 (3,1%) становника више него 2000. године.
|                   | 2010.            | 2000.            |
| Укупно            | 247 597 (100,0%) | 240 055 (100,0%) |
| Хиспаноамериканци | 68 256 (27,57%)  | 67 952 (28,31%)  |
| Афроамериканци    | 64 002 (25,85%)  | 67 994 (28,32%)  |
| Азијати           | 58 595 (23,67%)  | 38 881 (16,20%)  |
| Белци             | 53 236 (21,50%)  | 56 736 (23,63%)  |
| Остали            | 3 508 (1,417%)   | 8 492 (3,538%)   |

## Партнерски градови
- Јерусалим
- Овиједо
- Ахмедабад
- Нантунг
- Озамиз
- Сент Џонс
- Колката
- Куско